# Бичок Пінчука
Бичо́к Пінчука́, або цефаларго́їд (Ponticola cephalargoides) — Понто-Каспійський представник родини бичкових (Gobiidae). Раніше відзначався як широкогуба форма бичка кам'яного Ponticola ratan. Свою українську назву вид дістав в честь українського іхтіолога В.І. Пінчука, який описав цей вид.

## Характеристика

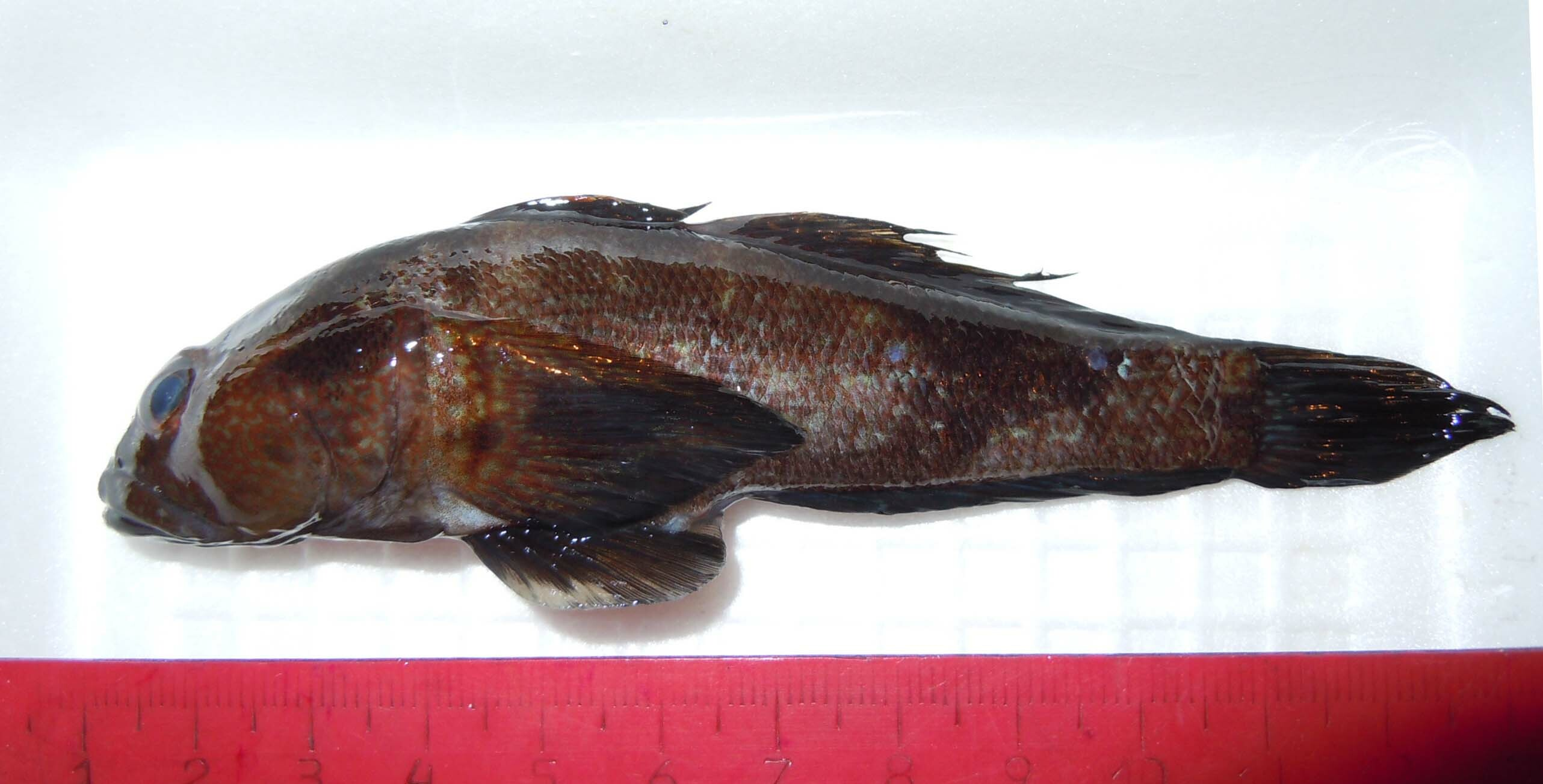
Бичок Пінчука з Одеської затоки

Тіло у дорослих особин подовжене і не дуже високе, у молоді високе і коротке. Хвостове стебло дуже високе (найвище серед усіх представників роду Ponticola), коротке і стиснене з боків (висота дорівнюється його довжині). Луска на хвостовому стеблі не дуже крупна. Голова дещо стиснена з боків, профіль рила опуклий, щоки опуклі. Верхня губа відносно широка, порівняно коротка, з дещо нерівними краями. Praemaxillarae коротке (особливо в молоді), з розрідженими сильними губами. Перший спинний плавець зверху закруглений і має вузьку жовто-помаранчеву смужку по краю.

## Ареал
Поширений у північно-західній і північно-східній частинах Чорного моря, а також в деяких частинах Азовського моря. З бичком кам'яним (Ponticola ratan) зустрічається разом, з бичком-губанем (Ponticola platyrostris) — географічно розділений.